# Divisões administrativas da França

Divisões administrativas da França

## França Metropolitana
Em 1° de janeiro de 2016, a França foi reagrupada em 18 regiões administrativas. Desde então, a França Metropolitana é dividida em:
- 18 regiões (incluindo Córsega, embora estritamente falando Córsega é designado como uma "coletividade territorial", não uma região, mas é mais frequentemente chamado de uma região no discurso comum e agrupada com as outras regiões)
- as regiões são subdivididas em departamentos. São 101 departamentos em que 5 se encontram no território ultramarino
- os departamentos por sua vez são divididos em 330 arrondissements
- os arrondissements são então dividido em 3 883 cantões
- os cantões são subdivididos em 36 569 comunas (Embora algumas das maiores comunas na verdade são compostas por vários cantões)
  - 3 comunas (Paris, Marselha, e Lyon) são ainda mais divididas em 45 arrondissements municipais
  - existem também 730 comunas associadas (a partir de Janeiro de 2006), ex-comunas independentes, foram fundidas com comunas maiores, mas tem mantido um certo grau de autonomia limitada (por exemplo a comuna de Lomme que foi absorvida pela Lille em 2000 e transformada em um "comuna associada" dentro da comuna de Lille)

Além disso, a partir de 1 de janeiro de 2009, existem 2 585 Intercomunal estruturas agrupamento 34 077 comunas (93,2% de todas as comunas da França metropolitana), com 87,4% da população da França metropolitana vivem nelas.
Estas estruturas Intercomunal são:
- 16 Comunidades urbanas (communautés urbaines, ou CU)
- 167 Comunidades de aglomeração (communautés d'agglomération, ou CA)
- 2,397 Comunidades de comunas (communautés de communes, ou CC)
- 5 Sindicatos de Nova Aglomeração (syndicats d'agglomération nouvelle, ou SAN), uma categoria a ser gradualmente eliminada